# Janusz Osuchowski
Janusz Teobald Osuchowski (ur. 1 lipca 1928 w Lipnie, zm. 6 kwietnia 2021) – polski prawnik, politolog, doktor habilitowany nauk prawnych, specjalista prawa wyznaniowego i polityki wyznaniowej, emerytowany profesor Uniwersytetu Warszawskiego.

## Życiorys
W 1952 ukończył studia na Wydziale Prawa Uniwersytetu Warszawskiego. W 1966 został doktorem nauk prawnych, a w 1981 doktorem habilitowanym. Pracował w Ministerstwie Ziem Odzyskanych, Ministerstwie Administracji Publicznej. Na Uniwersytecie Warszawskim uzyskał stopnie doktora i doktora habilitowanego nauk prawnych. Od 1967 pracował w Instytucie Nauk Politycznych UW, w którym piastował stanowisko profesora. W 1998 przeszedł na emeryturę i przez kilkanaście lat nadal był związany z INP UW. Współpracował również z Wyższą Szkołą Menedżerską w Warszawie i Wyższą Szkołą Administracyjno-Społeczną w Warszawie.
Był promotorem rozpraw doktorskich m.in. Adama Szymańskiego.
W roku 2004 ukazała się na jego cześć księga pamiątkowa: Przestrzeń polityki i spraw wyznaniowych. Szkice dedykowane Profesorowi Januszowi Osuchowskiemu z okazji 75 rocznicy urodzin, red. Beata Górowska, Warszawa 2004.
Zmarł 6 kwietnia 2021 i został pochowany na Cmentarzu Komunalnym Północnym w Warszawie (kwatera S-VII-15/16-19-9)

## Publikacje
- Zagadnienie rozdziału Kościoła od państwa w Polsce w latach 1918–1939 (1962)
- Prawo wyznaniowe Rzeczypospolitej Polskiej 1918-1939 (węzłowe zagadnienia) (1967)
- Polska i świat współczesny : historia, geografia, ustrój : skrypt pomocniczy dla kandydatów na Zawodowe Studia Administracyjne (1972, praca zbiorowa pod red. S. Waszkiewicza)
- Władza polityczna a władza Kościoła w Polsce Ludowej (1944-1948) (1977)
- Państwo ludowe a Kościół rzymskokatolicki w Polsce w latach 1944-1948. Studium z zakresu stosunków władzy (1981)
- Państwo a Kościół w konstytucjonalizmie socjalistycznym (1983)
- Stosunki wyznaniowe w Polsce na tle transformacji ustrojowej (1996)
- Konkordat polski 1993. Wybór materiałów źródłowych z lat 1993-1996' (1997, wstęp J. Osuchowski, praca zbiorowa pod red. B. Górowskiej)[4][5]